# Hortenziafélék
A hortenziafélék (Hydrangeaceae) a somvirágúak (Cornales) rendjének egyik családja, tizenegy nemzetségben mintegy száznyolcvan fajjal. A nemzetségek besorolása rendkívül bizonytalan; a különböző rendszertanokban az itt megadottól jelentősen eltérő beosztások is előfordulnak. Korábban egyesek magát a családot is máshova: a kőtörőfű-virágúak (Saxifragales) rendjébe helyezték.

## Elterjedésük, élőhelyük
Kelet-Ázsiában és Amerikában honosak, de egyes fajaikat (mint például a névadó kerti hortenziát) szerte a világon termesztik.

## Jellemzőik
Fás vagy fásuló szárúak. Többségük cserje termetűvé nő, mások léggyökeres kúszónövények. Egyszerű leveleik átellenesen állnak. Csészéjük forrt, négy- vagy öttagú virágkörökkel. Kétkörű porzótájukat a másodlagos megsokszorozódás soktagúvá tette. Virágzatuk nagy fürt; gyakran ernyőszerű. A felső állású, kettő–öt levélből alakuló termőből tok- vagy bogyótermés képződik.

## Rendszertani felosztásuk
A családba az alábbi nemzetségeket soroljuk:
- Gyöngyvirágcserje (Deutzia),
  - – Törpe gyöngyvirágcserje (Deutzia crenata),
  - – Kecses gyöngyvirágcserje (Deutzia gracilis),
  - – Deutzia parviflora,
  - – Érdes gyöngyvirágcserje (Deutzia scabra),
  - – Deutzia vilmoriniae,
  - – Deutzia X magnifica (hibrid);
- Hortenzia (Hydrangea) – mintegy 25 fajjal;
- Jezsámen (Philadelphus) – 32 fajjal;
- Juharcsengő (Kirengeshoma)
  - - Kirengeshoma koreana,
  - - Kirengeshoma palmata;
- Broussaisia
  - – Broussaisia arguta;
- Carpenteria
  - – Carpenteria californica;
- Decumaria
  - – Decumaria barbara
- Dichroa
  - Dichroa daimingshanensis Y.C.Wu
  - Lázfű: Dichroa febrifuga Lour. – Ázsiában honos kb. 1 m magas cserje. Európában szobanövény.
  - Dichroa hirsuta Gagnep.
  - Dichroa mollissima Merrill
  - Dichroa yaoshanensis Y.C.Wu
  - Dichroa yunnanensis S.M.Hwang
- Fendlera
  - – Fendlera rigida,
  - – Fendlera rupicola,
  - – Fendlera wrightii;
- Fendlerella
  - – Fendlerella utahensis
- Jamesia
  - – Jamesia americana,
  - – Jamesia tetrapetala;
- Schizophragma
  - – Schizophragma hydrandeoides,
  - – Schizophragma hydrangeoides;
- Whipplea
  - – Whipplea modesta.

Két legismertebb, díszcserjeként termesztett fajuk a kerti hortenzia és a közönséges jezsámen vagy hamisjázmin (Philadelphus coronarius).